# Erebia amazon
Erebia amazon är en fjärilsart som beskrevs av Cabeau 1910. Erebia amazon ingår i släktet Erebia och familjen praktfjärilar. Inga underarter finns listade i Catalogue of Life.